# Ischitella
Ischitella község (comune) Olaszország Puglia régiójában, Foggia megyében.

## Fekvése
A Gargano-hegység északi részén fekszik, a Lesina-tótól keletre.

## Története
A település első említése 970-ből származik, amikor I. Ottó német-római császár seregei elűzték a Gargano-félszigetet birtokló szaracénokat. Az Ischitella név először 1058-ban jelent meg IX. István pápa egyik bullájában.

## Népessége
A lakosság számának alakulása:

## Főbb látnivalói
- Palazzo Ventrella
- Sant’Eustachio-templom
- Santa Maria Maggiore-templom